# 李琰 (代北)
李琰是李霓的父親，後唐明宗李嗣源的祖父。
926年，李嗣源登位後，他被尊為皇帝，廟號後唐烈祖，諡號孝靖皇帝，皇陵稱奕陵。